# Lasionycta buraetica
Lasionycta buraetica là một loài bướm đêm thuộc họ Noctuidae. Nó được tìm thấy ở dãy núi Saya ở Nga.